# Lautaea
Lautaea is een monotypisch geslacht van kevers uit de familie van de kortschildkevers (Staphylinidae).

## Soort
- Lautaea murphyi Sawada, 1989